# Kaman, Kırşehir
Kaman là một huyện thuộc tỉnh Kırşehir, Thổ Nhĩ Kỳ. Huyện có diện tích 1253 km² và dân số thời điểm năm 2007 là 44801 người, mật độ 36 người/km². Thống kê năm 2000, dân số của huyện này là 60.919, trong đó 27.962 sống trong thị trấn Kaman.